# Groupe de NGC 4487
Le groupe de NGC 4487 comprend au quatre galaxies situées dans la constellation de la Vierge. La distance moyenne entre ce groupe et la Voie lactée est d'environ 14,1 Mpc (∼46 millions d'al). Toutes ces galaxies brillent dans le domaine des rayons X.

## Membres
Le tableau ci-dessous liste les 9 galaxies mentionnées dans un article de Sengupta et Balasubramanyam publié en 2006. A.M. Garcia mentionne aussi ce groupe de quatre galaxies dans un article publié en 1993, mais UGCA 289 y est désigné comme MCG -1-32-28.
| Nom      | Classification | Type                               | α (J2000.0)   | δ (J2000.0)  | Vitesse radiale (km/s) | Magnitude apparente | Distance (Mpc) | Dimension (kal) |
| -------- | -------------- | ---------------------------------- | ------------- | ------------ | ---------------------- | ------------------- | -------------- | --------------- |
| NGC 4487 | SAB(rs)cd      | Spirale intermédiaire              | 12h 31m 04.4s | -08° 03′ 14″ | 1003 ± 2               | 11,0                | 14,5 ± 1,0     | 67              |
| NGC 4504 | SA(s)cd        | Spirale                            | 12h 32m 17.4s | -07° 33′ 48″ | 998 ± 2                | 13,2                | 13,9 ± 1,0     | 71              |
| NGC 4597 | SB(rs)m        | Spirale barrée magellanique        | 12h 40m 12.9s | -05° 47′ 57″ | 1039 ± 2               | 12,0                | 14,5 ± 1,0     | 50              |
| UGCA 289 | SAB(s)dm       | Spirale intermédiaire magellanique | 12h 35m 37.5s | -07° 52′ 40″ | 980 ± 2                | 14,5                | 13,7 ± 1,0     | 53              |

Le site DeepskyLog permet de trouver aisément les constellations des galaxies mentionnées dans ce tableau ou si elles ne s'y trouvent pas, l'outil du site constellation permet de le faire à l'aide des coordonnées de la galaxie. Sauf indication contraire, les données proviennent du site NASA/IPAC. 